# Rap braucht kein Abitur
Rap braucht kein Abitur ist das Debütalbum des Rappers Bass Sultan Hengzt. Es erschien im Jahr 2003. Es war außerdem das erste Album, welches über das Independent-Label Amstaff Muzx veröffentlicht wurde. Dort erschien es unter dem Code AM001. Rap braucht kein Abitur entstand im Aufnahmestudio des deutschen Rappers Serk, den Hengzt kurze Zeit zuvor über den Kontakt zu dem Berliner Godsilla kennengelernt hatte.
Hengzts Debütalbum unterscheidet sich stark von späteren Veröffentlichungen wie Berliner Schnauze. Abgesehen von Casino, indem es um die Freuden des Glücksspiels geht, dreht sich der Inhalt der Songs um Battle-Texte.

## Bedeutung des Titels
Der Titel des Albums drückt die Position des Rappers Bass Sultan Hengzt gegenüber dem Musikgenre Hip-Hop aus. Da in den 1990er Jahren vor allem Vertreter der Mittelschicht den Stil des deutschen Hip-Hops prägten und den größten Erfolg hatten, stellt Rap braucht kein Abitur zu Beginn des neuen Jahrtausends einen, von der Unterschicht geprägten, Gegenpol zur Alten Schule deutscher Rapper dar.
In einem Interview erklärte der Künstler, er wolle mit dem Titel tatsächlich die wörtliche Botschaft zum Ausdruck bringen, dass man zum Rappen keine Hochschulreife benötigt:

„Ich habe nichts gegen Abiturienten, jeder soll ruhig sein Abitur machen. Ich wollte damit nur sagen: Um zu rappen brauchst du kein Abitur. Ich meine, wer schreibt das vor? Ich habe kein Abitur, aber ich mache trotzdem mein Geld und kaufe mir eine Kette für 1.200 Euro - und ich arbeite nicht.“

## Titelliste
1. Intro (feat. Maksey) – 0:25

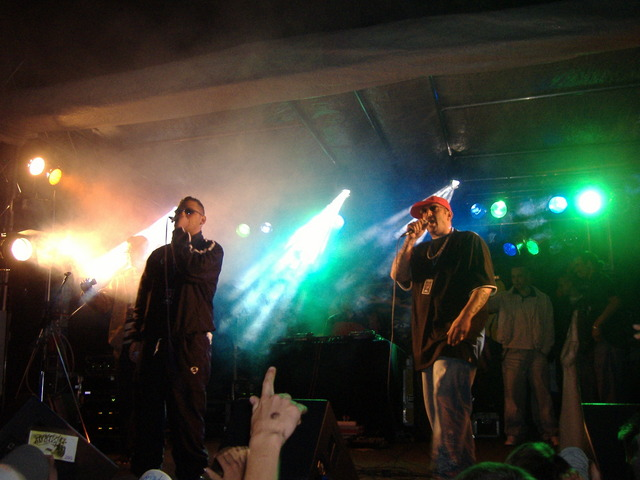
Bass Sultan Hengzt (links) zusammen mit Rapper MOK

2. Fick deine Mutter Du Bastard (feat. Mr Long) – 3:15
3. Homie (Opfer Anthem) – 2:48
4. Westberlin – 2:58
5. Rap braucht kein Abitur (Rapstudent) – 3:22
6. Highjack (feat. King Orgasmus One & Serk) – 2:32
7. Casino – 3:07
8. Disstroy – 3:29
9. Ich sauf mich zu (feat. Frauenarzt) – 5:21
10. Bass Sultan Hengzt pres. Frederick – 2:27
11. Ich änder’ mich niemals (feat. Queen Cuba 1st) – 2:25
12. Ahaaha (feat. Panik, Godsilla, She-Raw und Serk) – 4:10
13. Casino (RMX) (feat. Gino Casino, Chucky, Frauenarzt, Sady K, Kaisaschnitt, King Orgasmus One und Godsilla) – 4:28
14. Outro (feat. Primo) – 1:34
15. Amstaff Anthem (Bonus-Track) – 2:08

## Gastbeiträge

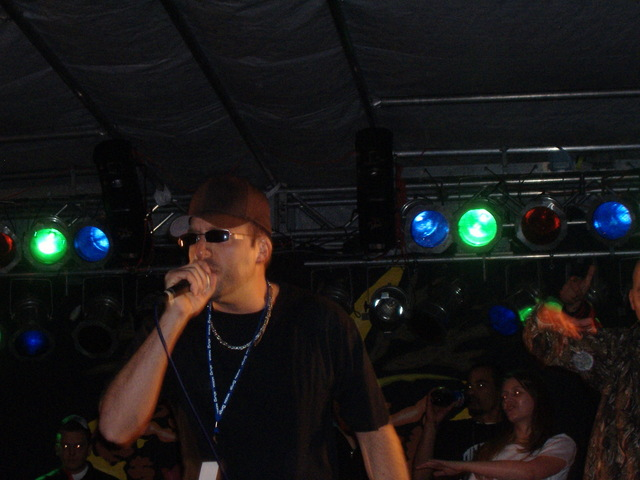
Der Berliner Rapper Frauenarzt, der auf zwei Liedern vertreten ist.

Rap braucht kein Abitur enthält zahlreiche Gastbeiträge von Hip-Hop-Musikern. Unter anderem sind Bass Sultan Hengzts Brüder Gino Casino und Mr. Long vertreten. Die heute bei Maintheme Records unter Vertrag stehenden Serk und She-Raw haben beide je einen Gastauftritt, ein sogenanntes Feature. Des Weiteren muss der Rapper Godsilla hervorgehoben werden. Der Berliner, der bei Maskulin unter Vertrag stand, absolviert auf Rap braucht kein Abitur seinen ersten Auftritt als Rapper überhaupt. Weitere Features kommen sowohl von heute populären Hip-Hoppern wie Kaisaschnitt, King Orgasmus One und Frauenarzt, als auch von weniger bekannten Rappern wie Primo, Sady K, Chucky, Maksey, Queen Cuba und Panik 45.

## Produktion
Rap braucht kein Abitur entstand im Studio des Hip-Hop-Musikers Serk. Dementsprechend wurden zahlreiche Beats des Albums von Serk beigesteuert. Dieser hat außerdem die Aufnahmen begleitet und die Lieder im Anschluss an die Aufnahmen abgemischt. Als Dank für die positive Zusammenarbeit bot King Orgasmus One, der als Entdecker von Bass Sultan Hengzt gilt, Serk an, dessen Soloalbum über I Luv Money Records zu veröffentlichen. So erschien im Anschluss an Hengzt erstes Soloalbum, Serks Album Serkulation über das Independent-Label von King Orgasmus One.

## Wirkung
Aufgrund der textlichen Härte der Songs und der Tatsache, dass Bass Sultan Hengzt Bekanntheitsgrad nach seinem Debüt stetig stieg, was zu einer Erhöhung der medialen Aufmerksamkeit führte, wurde Rap braucht kein Abitur am 29. Januar 2005 indiziert. Damit gehörte Rap braucht kein Abitur zu den ersten indizierten deutschen Hip-Hop-Alben und sorgte so mit für die Diskussion über die Gewaltverherrlichung im deutschen Rap. Diese trennte die deutschsprachige Szene in zwei Lager:

„Der kontroverse Titel des Albums bringt einen Stein ins Rollen, der die Szene endgültig spaltet und das in der medialen Welt schnell zu einem Kräftemessen der alten, bildungsbürgerlichen Garde (Beginner, Curse, Blumentopf, Freundeskreis) und der neuen Berliner Härte (allen voran Bushido, Bass Sultan Hengzt und Fler) hochstilisiert wird.“

In einem Interview erklärte Hengzt, dass er für die Indizierung des Tonträgers kein Verständnis hat:

„Ich finde „Rap braucht kein Abitur“ war nicht hart. Orgi, okay „Fick mich und halt dein Maul“ war echt krass, das sag ich selber. Mein Album war aber einfach natürlich, das war Straße, so wie wir reden.“

Ausschlaggebend für die Aufnahme in die Liste der jugendgefährdenden Medien war eine Anregung des brandenburgischen Landeskriminalamtes. In seiner Entscheidung nannte das 3er-Gremium der Bundesprüfstelle die Titel Intro, Fick deine Mutter du Bastard, Homie, Highjack, Ich sauf mich zu, Bass Sultan Hengzt pres. Frederick, Ich änder mich niemals und Ahaaha als Gründe für die Indizierung. Die Liedtexte seien frauenverachtend, unsittlich, verrohend und würden zu Gewalttätigkeiten anreizen. Zudem werde teilweise die Schwelle zur Pornographie (§ 184 Abs. 1 StGB) überschritten.
Auf seinem zweiten Album Rap braucht immer noch kein Abitur, dessen Titel sich an die Bundesprüfstelle für jugendgefährdende Medien richtet, welchen Hengzt zeigen will, dass er sich nicht verbieten lässt, finden sich Remixe zu drei Liedern des Debütalbums Rap braucht kein Abitur.

## Illustration
Das Cover zeigt das Gesicht von Bass Sultan Hengzt. Dieses ist in der Mitte senkrecht geteilt, wobei die rechte Gesichtshälfte auf der rechten Seite und die linke Gesichtshälfte auf der linken Seite des Covers abgebildet sind. In der Mitte ist ein American Staffordshire Terrier, dessen Augen leuchten, zu sehen. Im unteren Bereich – unterhalb des Titels Rap braucht kein Abitur – ist „Fick Deine Mutter Du Bastard…“ zu lesen.